# Cheque cheque
Cheque cheque é um prato típico da culinária indo-portuguesa de Goa, Damão e Diu, outrora pertencentes ao Estado Português da Índia.
Pode ser preparado com camarão, amêijoa, caranguejo ou cogumelos. Ao contrário de outros pratos goeses, não é normalmente picante .
Os ingredientes adicionais podem incluir cebola, coco, pimenta, alho, açafrão, cominhos, canela, cravinho e vinagre , apresentando o prato final uma cor amarelada.
É normalmente acompanhado por arroz branco .